# Whitechapel (métro de Londres)
Pour les articles homonymes, voir Whitechapel (homonymie).
Whitechapel est une station des lignes : District line et Hammersmith & City line, du métro de Londres, en zone 2. Elle est située au 277 Whitechapel Road, à Whitechapel sur le territoire du Borough londonien de Tower Hamlets.

## Histoire
La station est mise en service en 1876, lorsque la ligne principale du chemin de fer est de Londres (ELR, maintenant la ligne East London) a été étendue au nord de Wapping à la station de Liverpool Street desservant la gare homonyme. L'ELR était propriétaire des voies et des gares, mais pas des trains qui y circulaient. Ainsi plusieurs compagnies desservaient alors la station : la London, Brighton and South Coast Railway (en) (LB&SCR), la London, Chatham and Dover Railway (LC&DR), la South Eastern Railway (SER), puis enfin la Great Eastern Railway (GER).
Le 6 octobre 1884, la Metropolitan and Metropolitan District Railways (en) (MDR, maintenant la District line) ouvrit une nouvelle station à proximité de la plus profonde station terminus de l'ELR qui constituait une extension de la station Mansion House (une partie de l'extension a également constitué la dernière partie de la Circle line). Cette nouvelle station prit le nom de Whitechapel (Mile End). Le service voyageur entre Whitechapel et Liverpool Street cessa en 1885 et la station a reçu son nom actuel le 13 novembre 1901.
Entre 2006 et 2010, le trafic est interrompu sur la East London line. En 2010, le trafic a repris sur cette ligne désormais intégrée au réseau du London Overground.

## À proximité
- Whitechapel